# Parafia Imienia Najświętszej Maryi Panny w Inowrocławiu
Parafia Imienia NMP w Inowrocławiu – jedna z 10 parafii w dekanacie inowrocławskim II. Kościół Imienia Najświętszej Maryi Panny w Inowrocławiu.

## Zasięg parafii
Do parafii należą wierni będący mieszkańcami Inowrocławia (ulice: Błonie, Chociszewskiego, Jacewska 17 i 23, Okrężek, Osiedle Orężek, M. C. Skłodowskiej oraz Toruńska 76 i 78).

## Rys historyczny
- XI–XII w. – utworzenie parafii wraz z powstaniem kasztelanii
- 1133 – umowna data powstania kościoła, fundatorem był Piotr Włast
- XIII w. – powstanie obecnego kościoła, bardzo dobrze wyposażony
- XVI w. – kościół i jego majątek został włączony pod Kościół św. Mikołaja
- 1779 – zawalenie ściany wschodniej
- 1809 – kościół pierwszy raz uległ spaleniu
- 1834 – kościół po raz drugi uległ spaleniu, pożar doprowadził go do ruiny
- 1901 – z inicjatywy bpa A. Laubitza rozpoczęto odbudowę kościoła
- 25 sierpnia 1929 roku – konsekracja świątyni przez biskupa A. Laubitza
- 1939–1945 – II wojna światowa – kościół służył jako magazyn zboża
- 1945 – budynek spłonął po raz trzeci.
- 1950–1952 – prowadzono w kościele badania archeologiczno-architektoniczne, po czym rozpoczęto prace konserwatorskie.
- 1976 – powstał Ośrodek Duszpasterski
- 3 maja 1980 roku – data ponownego erygowania parafii
- 1983 – utworzenie Cmentarza na ul. Marcinkowskiego
- 12 września 2000 roku – koronacja figury Matki Boskiej

## Dokumenty
Księgi metrykalne:
- ochrzczonych od 1976
- małżeństw od 1976
- zmarłych od 1976